# 鎌ケ谷市立東部小学校
鎌ケ谷市立東部小学校（かまがやしりつ とうぶしょうがっこう）は、千葉県鎌ケ谷市鎌ケ谷八丁目にある公立小学校。

## 沿革

### 前史
- 1873年（明治6年）8月 - 柏井学校鎌ヶ谷分校設立。校舎は鎌ヶ谷村の清長庵（鎌ヶ谷字豆ヶ台245番地、現：南鎌ケ谷三丁目）を使用。
- 1874年（明治7年）1月 - 柏井学校から独立し、鎌ヶ谷小学校となる。
- 1880年（明治13年）4月 - 法典小学校鎌ヶ谷分校となる[1]。
- 1885年（明治18年）3月 - 法典小学校から独立し、再び鎌ヶ谷小学校となる[1]。
- 1887年（明治20年）4月 - 鎌ヶ谷尋常小学校に改称[1]。
- 1889年（明治22年）6月20日 - 鎌ヶ谷尋常小学校・大野小学校中沢分校・法典小学校道野辺分校の三校を統合し、中野尋常小学校が開校。校舎は道野辺の妙蓮寺を使用[1]。
- 1891年（明治24年）7月4日 - 中野尋常小学校から分離独立し、鎌ヶ谷尋常小学校が再開校。校舎は鎌ヶ谷の清長庵を使用[1]。
- 1895年（明治28年）10月15日 - 鎌ヶ谷字二本椚385番地に専用校舎を新築し移転。
- 1922年（大正11年）5月22日 - 村内の鎌ヶ谷尋常小学校、中野尋常小学校、明尋常小学校の三校を統合し、道野辺に鎌ヶ谷尋常高等小学校が開校。旧鎌ヶ谷尋常小学校は鎌ヶ谷尋常小学校第一分校となる[注釈 1]。
- 1951年（昭和26年） - 現在地に移転。

### 開校以後
- 1962年（昭和37年）4月1日 - 鎌ヶ谷小学校第一分校が鎌ヶ谷町立東部小学校として独立し、開校。
- 1971年（昭和46年）9月1日 - 市制施行により、鎌ヶ谷市立東部小学校に改称。
- 1974年（昭和49年）4月 - 鎌ヶ谷市立初富小学校の開校にともない、学区の一部を初富小学校へ移管。
- 1977年（昭和52年）4月 - 鎌ヶ谷市立道野辺小学校の開校にともない、学区の一部を道野辺小学校へ移管。
- 1984年（昭和59年）2月6日 - 住居表示実施により、所在地が鎌ケ谷八丁目3-11に変更。

## 学区
- 鎌ケ谷一丁目・二丁目・三丁目・四丁目・五丁目・六丁目・八丁目（全域）
- 鎌ケ谷七丁目のうち 1番-7番
- 鎌ケ谷九丁目のうち 2番-6番、9番-12番
- 丸山一丁目・二丁目（全域）
- 丸山三丁目のうち 1番-2番、3番の1号-27号と59号、16番-18番
- 右京塚のうち 2番-15番

出典：